# 摩根高地 (科羅拉多州)
摩根高地（英語：Morgan Heights）是位於美國科羅拉多州摩根縣的一個人口普查指定地區。

## 地理
摩根高地的座標為40°17′15″N 103°49′39″W / 40.28750°N 103.82750°W，而該地最高點為海拔高度1353米（即4440英尺）。

## 人口
根據2010年美國人口普查的數據，摩根高地的面積為0.739平方千米，均為陸地。當地共有人口266人，而人口密度為每平方千米359人。